# Rio da Conceição
Rio da Conceição is een gemeente in de Braziliaanse deelstaat Tocantins. De gemeente telt 1.530 inwoners (schatting 2009).